# Tadeusz Wojciechowski (dyrygent)
Tadeusz Wojciechowski (ur. 4 sierpnia 1952 w Warszawie) – polski wiolonczelista, kameralista i dyrygent.

## Życiorys
Absolwent Akademii Muzycznej w Warszawie: studiował grę na wiolonczeli pod opieką Andrzeja Orkisza i dyrygenturę pod kierunkiem Stanisława Wisłockiego. W latach 1973–1974 studiował w paryskim Narodowym Konserwatorium, doskonaląc grę na wiolonczeli w mistrzowskiej klasie Bernarda Michelina.
Jako koncertmistrz Polskiej Orkiestry Kameralnej występował w Wielkiej Brytanii, Niemczech i we Włoszech, dokonał licznych nagrań dla firmy EMI, był laureatem muzycznych konkursów. W 1979 zdobył trzecią nagrodę i nagrodę Ministra Kultury i Sztuki na I Międzynarodowym Konkursie im. Grzegorza Fitelberga w Katowicach.
W jego repertuarze znajduje się ponad 40 dzieł operowych oraz większość światowego repertuaru symfonicznego. Koncertował w wielu krajach, współpracował z wieloma zespołami i orkiestrami w Europie, w tym z niemal wszystkimi orkiestrami symfonicznymi w Polsce.
Będąc dyrygentem Teatru Wielkiego w Warszawie (1975–1982) zdobywał sukcesy na międzynarodowych konkursach dyrygenckich w Besançon i Katowicach (1979). Od 1983 r. był stałym dyrygentem duńskiej Opery Królewskiej i współpracował z Teatrem Operowym w Monachium.
W 1994 roku, do rozwiązania zespołu, był dyrektorem Orkiestry i Chóru Polskiego Radia w Krakowie. Następnie, do roku 1996, pełnił funkcję dyrektora Teatru Wielkiego w Warszawie. Od 1998 do września 2004 roku był dyrektorem artystycznym Festiwalu Muzycznego w Łańcucie i Filharmonii Rzeszowskiej. W międzyczasie, w 2002 roku, został szefem-dyrygentem Orkiestry Symfonicznej Filharmonii Pomorskiej w Bydgoszczy, a od 2005 roku był dyrektorem artystycznym Filharmonii Łódzkiej. Jest pierwszym gościnnym dyrygentem Łotewskiej Opery Narodowej w Rydze.
W 2007 roku Tadeusz Wojciechowski został odznaczony Srebrnym Medalem „Zasłużony Kulturze Gloria Artis”.
We wrześniu 2009 roku został dyrektorem artystycznym Polskiej Orkiestry Sinfonia Iuventus, a 14 listopada 2012 roku otrzymał nominację na dyrektora naczelnego tej orkiestry.